# Bệnh tằm do vi khuẩn
Bệnh tằm do vi khuẩn còn gọi là "bệnh trong".

## Triệu chứng
Tằm đang ăn khoẻ chuyển sang kém ăn, hoạt động chậm, da xám, đầu ngẩng cao, các đốt thân có xu hướng giãn ra, đầu và toàn thân trong, chết ở thể cấp tính, không chết ở thể mãn tính.

## Nguyên nhân gây bệnh
Do vi khuẩn bệnh trong gây nên qua con đường tiêu hoá (ăn dâu chất lượng kém, ôi héo), phòng nuôi tằm bí hơi, không thông thoáng.

## Biện pháp phòng trừ
Duy trì điều kiện sống thật tốt, phòng nuôi có nhiệt độ, độ ẩm và ánh sáng phù hợp với sinh lý phát triển của tằm, lá dâu cho tằm ăn phải đảm bảo chất lượng. Cho tằm ăn lá dâu có phun rượu tỏi theo tỉ lệ 1 rượu - 8 nước. Dùng thuốc hoá học: có thể sử dụng Penixilin để điều trị bệnh tằm pha theo tỉ lệ 2ml với 0,5 l nước phun cho 5 – 7 kg lá dâu để ráo cho tằm ăn.